# 1794년 해군법

해군 무장 법

해군 무장 법 2페이지

해군 무장 법(영어: Act to Provide a Naval Armament)(Sess. 1, ch. 12, 1 Stat. 350)은 1794년 해군법(Naval Act of 1794) 또는 단순히 해군법(Naval Act)으로도 알려져 있으며, 1794년 3월 27일 제3차 미국 의회에서 통과되어 조지 워싱턴 대통령이 법으로 서명했다. 이 법은 총 688,888.82달러의 비용으로 프리깃 6척의 건조를 승인했다. 이 배들은 이후 미국 해군이 된 최초의 배들이었다.

## 목적
1785년 8월, 미국 독립 전쟁이 막을 내린 후, 연합회의는 선박 유지 자금 부족으로 인해 대륙해군에 남아있던 마지막 함선인 얼라이언스를 매각했다. 1785년부터 1797년까지 미국의 유일한 무장 해상 서비스는 1790년 재무장관 알렉산더 해밀턴의 요청으로 국가의 새로운 수출 관세를 집행하기 위해 설립된 세입해병대였다.
1785년, 미국 상선 2척이 알제리의 무슬림 국가에 의해 나포되었고, 당시 프랑스 주재 장관이었던 토머스 제퍼슨은 지중해를 통과하는 미국 선박의 통행을 보호하기 위해 미국 해군력이 필요하다고 결정했다. 제퍼슨의 권고는 처음에는 강력한 해군 시설의 비용과 정치적 지배를 모두 우려하는 의회의 무관심과 심지어 적대감에 부딪혔다. 1786년 하원과 1791년 상원은 프리깃 건조 비용 추정치를 포함한 다양한 해군력 제안을 논의했지만, 어떤 것도 실행되지 않았다. 1793년에 이르러서야 알제리의 무슬림 해적들이 추가로 11척의 상선을 나포했을 때, 비로소 제안이 진지하게 받아들여졌다.
1794년 1월 20일, 미국 하원에 법안이 제출되어 각각 44문의 대포를 탑재한 함선 4척과 36문의 대포를 탑재한 함선 2척을 구매 또는 다른 방법으로 건조할 것을 규정했다. 이 법안은 또한 해군 장교, 해병대 장교, 부사관, 수병, 해병의 급여와 식량을 제공하고, 각 함선이 운용될 수 있도록 승무원 구성을 명시했다. 법안에 대한 반대가 강했고, 알제리와 평화가 수립되면 함선 건조를 중단해야 한다는 조항이 추가되었다.
미국 식민지가 대영제국의 일부였을 때는 해적이 문제가 되지 않았다. 영국 왕립 해군은 미국 선박이 영국 국왕의 신민에 속했기 때문에 보호했다. 그러나 미국 독립 전쟁 이후, 그러한 보호가 상실되었고, 많은 외국 세력은 미국 상선을 무사히 괴롭힐 수 있다는 것을 알게 되었다. 실제로 프랑스 혁명이 시작되자 영국도 미국 상선을 차단하기 시작했고, 신생 미국 정부가 할 수 있는 일은 거의 없었다. 이는 젊은 공화국에게는 큰 철학적 변화였다. 많은 지도자들은 해군을 창설하고 유지하는 것이 너무 비싸고 유럽 열강, 특히 영국을 불필요하게 자극할 것이라고 생각했다. 그러나 결국 해상에서 미국의 이익을 보호하는 것이 필요하다고 여겨졌다.
1796년 3월, 프리깃 건조가 느리게 진행되던 중, 미국과 알제리 사이에 평화 협정이 발표되었다. 1794년 해군법 9조, 즉 평화가 수립되면 프리깃 건조를 중단하도록 명시적으로 지시하는 조항에 따라, 6척의 모든 함선 건조가 중단되었다. 워싱턴 대통령의 논쟁과 촉구 끝에 의회는 1796년 4월 20일 법안을 통과시켜, 완공에 가장 가까운 세 척의 함선인 유나이티드 스테이츠, 컨스텔레이션 그리고 컨스티튜션에 대해서만 건조와 자금 지원을 계속하도록 허용했다.
그러나 1798년 후반에 프랑스가 미국 상선을 나포하기 시작했고, 외교적 해결 시도는 XYZ 사건으로 이어져 의회가 나머지 세 척의 프리깃, 즉 프레지던트, 콩그레스 및 체서피크의 완공을 위한 자금을 승인하도록 촉구했다.

## 사본
출처:

미국 제3차 의회
제1회기에서
1793년 12월 2일 월요일 펜실베이니아주 필라델피아시에서 시작하여 개최되었다.
해군 무장을 제공하는 법.
알제리 해적들이 미국 상업에 가한 약탈이 보호를 위한 해군력 제공을 필요하게 만들었으므로:
제1조. 이에 미합중국 상원과 하원은 의회에서 모여 다음과 같이 제정한다. 미합중국 대통령은 구매 또는 기타 방법으로 각각 44문의 대포를 탑재한 함선 4척과 각각 36문의 대포를 탑재한 함선 2척을 제공, 장비 및 운용할 권한을 가진다.
제2조. 또한 다음과 같이 제정한다. 상기 44문의 대포를 탑재한 각 함선에는 캡틴 1명, 중위 4명, 해병대 중위 1명, 채플린 1명, 군의관 1명, 군의관 보조관 2명을 두며, 36문의 대포를 탑재한 각 함선에는 캡틴 1명, 중위 3명, 해병대 중위 1명, 군의관 1명, 군의관 보조관 1명을 두며, 이들은 미합중국의 다른 장교들과 동일한 방식으로 임명되고 위임된다.
제3조. 또한 다음과 같이 제정한다. 상기 각 함선에는 미합중국 대통령이 임명하는 다음과 같은 영관급 장교들이 고용되어야 한다: 항해사 1명, 보급관 1명, 보트스웨인 1명, 포병장 1명, 돛 제작자 1명, 목수 1명, 사관후보생 8명; 그리고 각 함선의 캡틴이 임명하는 다음과 같은 하사관들이 고용되어야 한다: 항해사 보조 2명, 캡틴 서기 1명, 보트스웨인 보조 2명, 콕스웨인 1명, 돛 제작자 보조 1명, 포병장 보조 2명, 포실 병참관 1명, 사분포병 9명 (그리고 4척의 대형 함선에는) 추가 사분포병 2명, 목수 보조 2명, 무기공 1명, 스튜어드 1명, 배럴 제작자 1명, 무장사 1명, 요리사 1명.
제4조. 또한 다음과 같이 제정한다. 44문 함선의 각 승무원은 선원 150명, 사관후보생 및 일반 선원 103명, 병장 1명, 하사 1명, 북 1명, 피리 1명, 해병대원 50명으로 구성된다. 그리고 36문 함선의 각 승무원은 앞서 언급된 장교들을 제외하고 숙련 선원 및 사관후보생 130명, 일반 선원 90명, 병장 1명, 하사 2명, 북 1명, 피리 1명, 해병대원 40명으로 구성된다.
제5조. 또한 다음과 같이 제정한다. 미합중국 대통령은 상기 6척의 함선 대신, 본 법에서 지시된 전체 규모를 초과하지 않는 해군력을 구매 또는 기타 방법으로 제공할 권한을 가지며, 이로 인해 제공되는 어떠한 함선도 32문 미만의 대포를 탑재해서는 안 된다. 또는 대통령의 재량에 따라 적절하다고 생각하는 어떠한 비율로도 제공할 수 있다.
제6조. 또한 다음과 같이 제정한다. 각 임명 및 영장급 장교의 급여와 수당은 다음과 같다: —선장, 월 75달러, 일 6회 배급: —중위, 월 40달러, 일 3회 배급; —해병대 중위, 월 26달러, 일 2회 배급; —채플린, 월 40달러, 일 2회 배급; —항해사, 월 40달러, 일 2회 배급; —군의관, 월 50달러, 일 2회 배급; —군의관 보조, 월 30달러, 일 2회 배급; —보급관, 월 40달러, 일 2회 배급; —보트스웨인, 월 14달러, 일 2회 배급; —포병장, 월 14달러, 일 2회 배급; —돛 제작자, 월 14달러, 일 2회 배급; —목수, 월 14달러, 일 2회 배급.
제7조. 또한 다음과 같이 제정한다. 하사관, 사관후보생, 선원, 일반 선원 및 해병에게 허용될 급여는 미합중국 대통령이 정한다. 단, 상기 전체 급여에 지급될 총액은 월 2만 7천 달러를 초과하지 아니하며, 상기 각 개인은 일일 1회 식량을 받을 권리를 가진다.
제8조. 또한 다음과 같이 제정한다. 식량은 다음과 같이 구성된다: 일요일, 빵 1파운드, 소고기 1파운드 반, 쌀 반 파인트;—월요일, 빵 1파운드, 돼지고기 1파운드, 완두콩 또는 콩 반 파인트, 치즈 4온스;—화요일, 빵 1파운드, 소고기 1파운드 반, 감자 또는 순무 1파운드, 푸딩;—수요일, 빵 1파운드, 버터 2온스 또는 그 대신 당밀 6온스, 치즈 4온스, 쌀 반 파인트;—목요일, 빵 1파운드, 돼지고기 1파운드, 완두콩 또는 콩 반 파인트;—금요일, 빵 1파운드, 소금에 절인 생선 1파운드, 버터 2온스 또는 기름 1길, 감자 1파운드;—토요일, 빵 1파운드, 돼지고기 1파운드, 완두콩 또는 콩 반 파인트, 치즈 4온스.—또한 매 식량에 대해 하루 증류주 반 파인트 또는 그 대신 맥주 1쿼트가 허용된다.
제9조. 항상 다음과 같이 규정하고 또한 다음과 같이 제정한다. 만약 미합중국과 알제리 섭정국 사이에 평화가 성립되면, 본 법에 따른 추가 절차는 진행되지 아니한다.
프레더릭 오거스터스 뮤렌버그, 하원의장.
존 애덤스, 미합중국 부통령 및 상원의장.
승인됨 —1794년 3월 27일.
G º : 워싱턴, 미합중국 대통령.
국무장관실 기록물에 보관됨.
에드먼드 랜돌프
국무장관.

## 같이 보기
- 미국 해군의 역사

## 참고 문헌
- Abbot, Willis J. (1898). The Naval History of the United States. Volume One. New York, N.Y.: P.F. Collier.
- Allen, Gardner W. (1909). 《Our Naval War With France》. Boston and New York: Houghton Mifflin Company. OCLC 1202325. naval war with france.
- 이 문서는 미국 정부 웹사이트 또는 문서의 공유 퍼블릭 도메인 자료를 포함한다.